# (1269) Rollandia
(1269) Rollandia ist ein Asteroid des Hauptgürtels, der am 20. September 1930 vom russischen Astronomen Grigori Nikolajewitsch Neuimin in Simejis entdeckt wurde.
Der Asteroid wurde nach dem französischen Schriftsteller Romain Rolland benannt.